# Kim Nam-sun
Kim Nam-sun född den 3 maj 1981 i Sydkorea, är en sydkoreansk handbollsspelare.
Hon tog OS-brons i damernas turnering i samband med de olympiska handbollstävlingarna 2008 i Peking.